# Sulpice Dewez
Sulpice Dewez, né le 30 septembre 1904 à Villers-Outréaux (Nord) et mort le 3 mars 1974 à Gonesse (Val-d'Oise), est un homme politique et syndicaliste français. Il est député du Nord de 1932 à 1942.

## Biographie
Issu d'une famille ouvrière, engagée à gauche, il est lui-même, après des études primaires, savetier, puis métallurgiste dans la région de Denain.
Membre du Parti communiste dès 1924, il suit les cours de l'école de Léninisme de Bobigny à partir en 1926 et devient l'année suivante responsable des jeunesses communistes de Denain et se fait remarquer par la direction du Parti à l'occasion d'un concours de correspondance organisé par L'Avant-garde (journal des JC).
À partir de 1928, il concentre son activité militante au sein des structures locales du PCF. Secrétaire du « rayon » de Denain en 1931, candidat malheureux aux cantonales cette même année, son activité lui vaut d'être licencié mais aussi de subir des poursuites judiciaires. Sans emploi, il organise un comité de chômeurs dans le Valenciennois.
Après avoir suivi les cours de « l'école léniniste supérieure » de Saint-Denis, où il fait la connaissance de Jeannette Vermeersch, il est présenté aux élections législatives de 1932 comme candidat à la députation à Valenciennes, essentiellement dans l'espoir, alors mince, que son élection le préserverait des poursuites entamées contre lui.
Il est élu d'extrême justesse (50,9 % des voix). L'essentiel de son activité, cependant, n'est pas à la Chambre des députés, mais sur le terrain, dans l'organisation des actions des comités de chômeurs qui se développent dans le cercle de la CGTU, dont Dewez est membre.
Après avoir effectué début 1934 une mission pour le Comité central auprès des communistes espagnols, il revient à Denain et est élu conseiller général, battant à nouveau Macarez.
Réélu député lors des élections de 1936, il est mobilisé par le Parti pour intervenir dans les débats parlementaires, mais aussi, souvent, pour des missions internationales. Il effectue des déplacements en Espagne et en Afrique du Nord, notamment en Algérie et Tunisie. Il participe ainsi à l'évasion de communistes espagnols.
Mobilisé en 1939, il rompt avec le Parti communiste mais ne rejoint le groupe de l'Union populaire française, constitué par d'autres démissionnaires du PCF, qu'en février 1940.
Favorable, au nom de la lutte contre l'Allemagne hitlérienne, à la déchéance des députés communistes favorables au Pacte Germano-soviétique, il vote aussi, en juillet 1940, les pleins-pouvoirs au Maréchal Pétain.
Réfugié dans le Sud-Ouest pendant l'Occupation, il prend contact avec Marcel Gitton, mais ne s'engage pas au sein du Parti ouvrier et paysan français (POPF), bien que celui-ci publie à de nombreuses reprises son nom parmi ses soutiens.
Au contraire de Gitton et des collaborateurs, Dewez est engagé dans la Résistance en Haute-Garonne, il est arrêté et déporté à Buchenwald en 1944. À son retour, en mai 1945, il est reconnu invalide de guerre et reçoit plusieurs décorations militaires. Il sera ainsi fait officier de la Légion d'Honneur.
De retour à Denain, il est en butte à une hostilité radicale des militants communistes. Il tente de se rapprocher du parti socialiste (SFIO), qui ne l'accueille pas. Il finit, en 1950, par quitter le Nord pour s'installer en région parisienne.
À partir de 1947, il est à l'origine de la création d'un « Comité d'études économiques et syndicales » auquel participe notamment André Parsal. Ce comité se transforme en 1949 en Confédération générale des syndicats indépendants (CGSI), dont il est le secrétaire général jusqu'à sa mort.
Sa méfiance vis-à-vis de Parsal, qu'il soupçonne de vouloir prendre la direction de l'organisation, conduit à une forte polarisation entre deux « camps » au sein de la CGSI, qui connaît une scission dès 1952, les partisans de Parsal créant la Confédération syndicale travail et liberté.
L'hostilité de militants à Dewez est à l'origine de multiples autres scissions, dont les plus importantes sont menées en 1957 par Jacques Simakis et en 1958 par Christian Jacquet, proche lui du gaullisme.
La CGSI ne survit pas à son secrétaire général. En 1975, elle est dissoute et ses derniers militants rejoignent la CFTC.

### Fonctions électives
- 1934 - 1940 : conseiller général du Nord (Canton de Valenciennes-Sud)
- 1932 - 1942 : député du Nord (3e circonscription de Valenciennes)

## Décorations[3]
- Officier de la Légion d'honneur en 1966, Chevalier en 1963.
- Croix de guerre 1939–1945 avec palme
- Croix du combattant volontaire de la Résistance
- Médaille de la déportation pour faits de Résistance
- Croix du combattant
- Médaille de la Reconnaissance française

## Sources
- « Sulpice Dewez », dans le Dictionnaire des parlementaires français (1889-1940), sous la direction de Jean Jolly, PUF, 1960 [détail de l’édition]
- Dictionnaire biographique du mouvement ouvrier français (Le Maitron), notice d'Yves Le Maner